# Myrmeleon (Myrmeleon) fasciatus
Myrmeleon (Myrmeleon) fasciatus is een insect uit de familie van de mierenleeuwen (Myrmeleontidae), die tot de orde netvleugeligen (Neuroptera) behoort. 
Myrmeleon (Myrmeleon) fasciatus is voor het eerst wetenschappelijk beschreven door Navás in 1912.